# 集合覆盖问题
集合覆盖问题（ Set covering problem，SCP）是组合数学、计算机科学和计算复杂性理论中的一个经典问题。
集合覆盖的决定性问题是卡普的二十一个NP-完全问题之一。

## 定义
给定全集{\displaystyle {\mathcal {U}}}，以及一个包含{\displaystyle n}个集合且这{\displaystyle n}个集合的并集为全集的集合{\displaystyle {\mathcal {S}}}。集合覆盖问题要找到{\displaystyle {\mathcal {S}}}的一个最小的子集，使得他们的并集等于全集。
例如{\displaystyle {\mathcal {U}}=\{1,2,3,4,5\}}，{\displaystyle {\mathcal {S}}=\{\{1,2,3\},\{2,4\},\{3,4\},\{4,5\}\}}，虽然{\displaystyle {\mathcal {S}}}中所有元素的并集是{\displaystyle {\mathcal {U}}}，但是我们可以找到{\displaystyle {\mathcal {S}}}的一个子集{\displaystyle \{\{1,2,3\},\{4,5\}\}}，我们称其为一个集合覆盖。
形式化的定义，给定全集{\displaystyle {\mathcal {U}}}和他的一组子集组成的集合{\displaystyle {\mathcal {S}}}，覆盖指一个集合{\displaystyle {\mathcal {C}}}，{\displaystyle {\mathcal {C}}\subseteq {\mathcal {S}}}，且{\displaystyle {\mathcal {C}}}的元素的并集为{\displaystyle {\mathcal {U}}}。
集合覆盖问题的决定性问题为，给定{\displaystyle ({\mathcal {U}},{\mathcal {S}})}和一个整数{\displaystyle k}，求是否存在一个大小不超过{\displaystyle k}的覆盖。集合覆盖的最佳化問題为给定{\displaystyle ({\mathcal {U}},{\mathcal {S}})}，求使用最少的集合的一个覆盖。
决定性问题的集合覆盖是NP完全问题，最佳化问题的集合覆盖是NP困难问题。
此外，问题可以在每个集合上添加权值而变为带权集合覆盖问题。